# Германско-датская граница
Германско-датская граница (дат. Grænsen mellem Danmark og Tyskland; нем. Grenze zwischen Dänemark und Deutschland) — государственная граница между Королевством Дания и Федеративной Республикой Германия. Длина составляет 68 километров.

## История

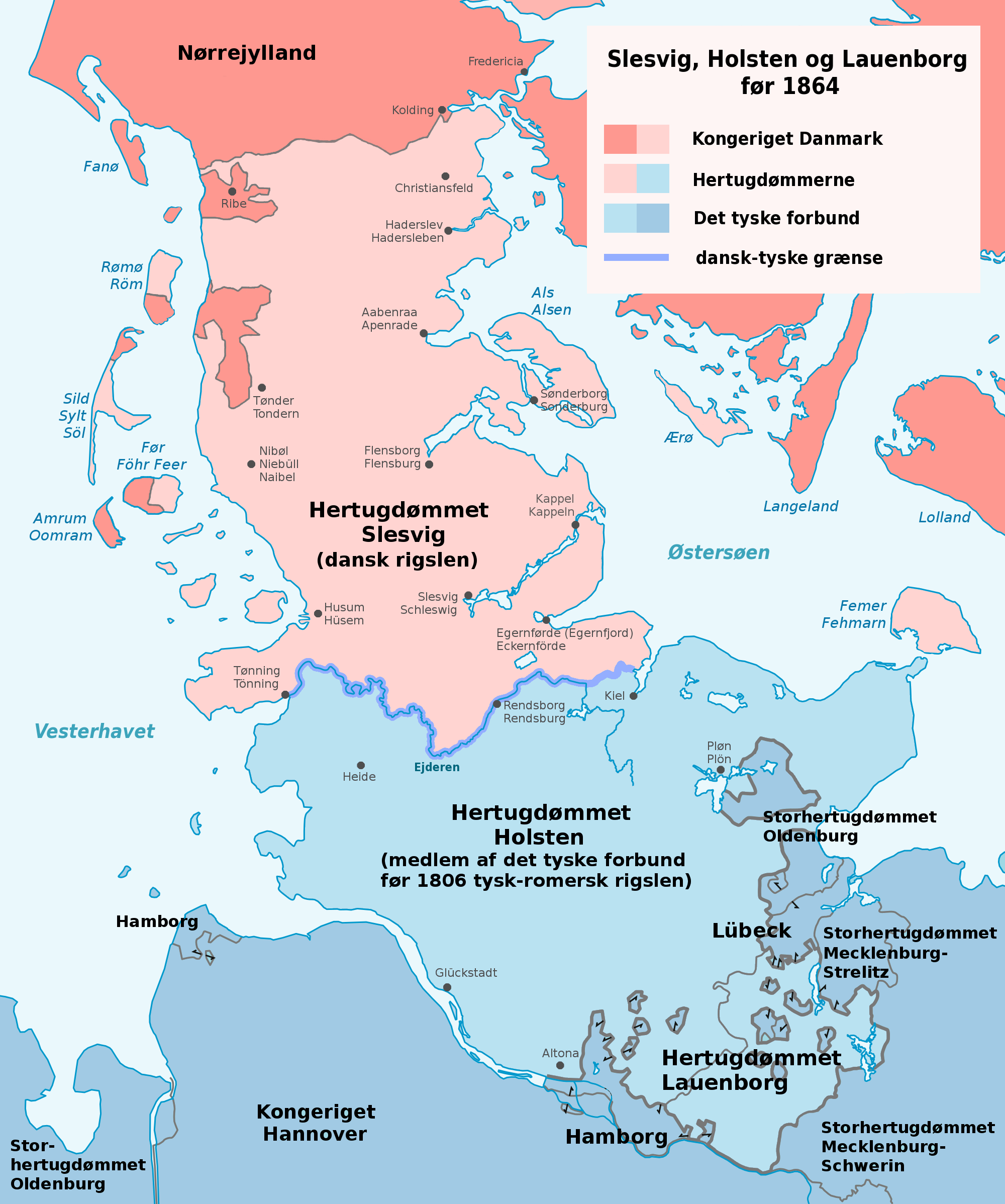
Герцогства Шлезвиг, Гольштейн и Лауэнбург до 1864 года.

По Хайлигенскому договору 811 года в качестве разграничителя франкских и датских территорий выступила река Айдер. Как болотистая река, она образовала естественную границу. На самом высоком участке возле водораздела было суше. Туда пролегала древняя дорога Хервайен, а также там была построена система фортификаций Даневирке.
Позднее в этих краях возникли герцогства Шлезвиг и Гольштейн. Первое герцогство оставалось феодом Датского королевства до 1864 года, а второе было феодом Священной Римской империи до 1806 года и входило в состав Германского союза до 1815 года. Оба герцогства контролировались датским королём, который носил титулы Герцога Шлезвига и Герцога Гольштейна. Граница между герцогствами всё ещё лежала по реке Айдер. Граница между герцогствами и собственно Датским королевством лежала по водотоку Конгео, в то время как самой южной границей Королевства была река Эльба.
В 1864 году Шлезвиг и Гольштейн были завоёваны Пруссией, таким образом была создана международная датско-прусская граница. Она начиналась на побережье в пяти километрах к югу от города Рибе, затем шла на восток, проходя южнее Вамдрупа, затем к северу от Кристиансфельда и к Балтийскому морю.
В 1920 году границу сдвинули примерно на 50 км к югу до её нынешнего положения по результатам референдумов в Шлезвиге. Она приблизительно совпадала с нечетко обозначенной языковой границей.

## Пограничный контроль
В 2001 году все пограничные меры были сняты на основании Шенгенского соглашения. Однако они были временно введены вновь 4 января 2016 года в ответ на аналогичные действия со стороны шведского правительства в связи с наплывом мигрантов. Премьер-министр Дании Ларс Лёкке Расмуссен, член консервативной партии Венстре, назвал страх накопления мигрантов в Копенгагене в качестве одной из причин ввода таких мер.
По информации Министерства юстиции, пограничный контроль на границе с Германией с 2016 года до середины 2019 года стоил датским налогоплательщикам 1,25 млрд датских крон. В конце 2019 года контроль был также введён на границе со Швецией.

### Вильдсвинехегн
В январе 2019 года началось строительство забора на границе, дабы предотвратить приход на датскую территорию дикого кабана, который может быть заражён вирусом африканской чумы свиней. Высота составила 1,5 м, длина около 70 км. Забор охватывал всю сухопутную германско-датскую границу и был закончен в декабре 2019 года. Его цена составила 30,4 млн датских крон.
Строительство забора вызвало протесты. В мае 2019 года забор использовался в качестве сетки в игре волейбол. Эта акция протеста, выраженная в общественном мероприятии, была широко освещена в СМИ.

После завершения было принято решение увеличить высоту забора, а также добавить к ним провода. Причиной стало то, что животные, такие как олени, были убиты после ранения из-за перепрыгивания через забор.

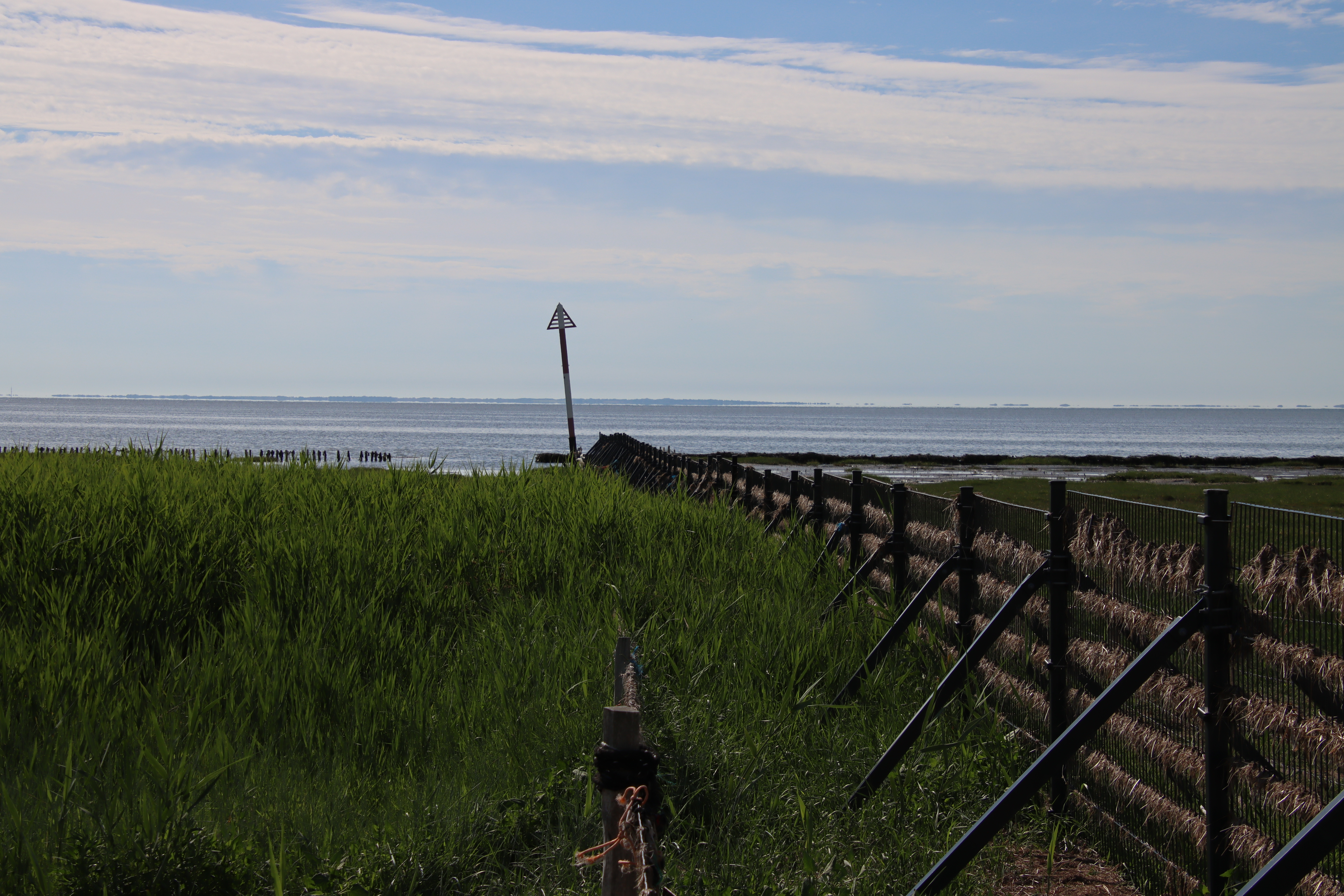
Западное окончание забора, Ваттовое море
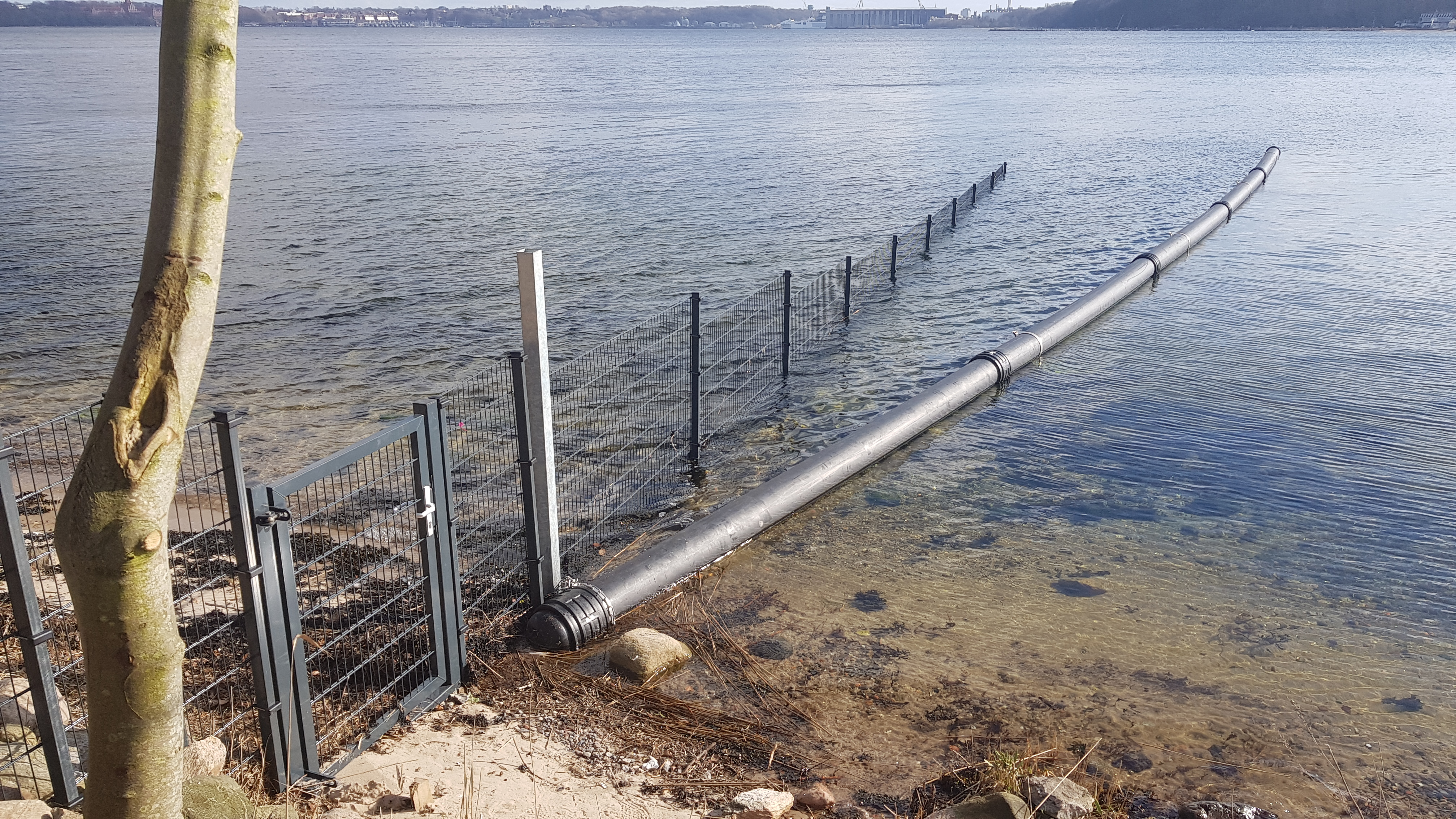
Восточное окончание забора, Фленсбург-Ферт[англ.]
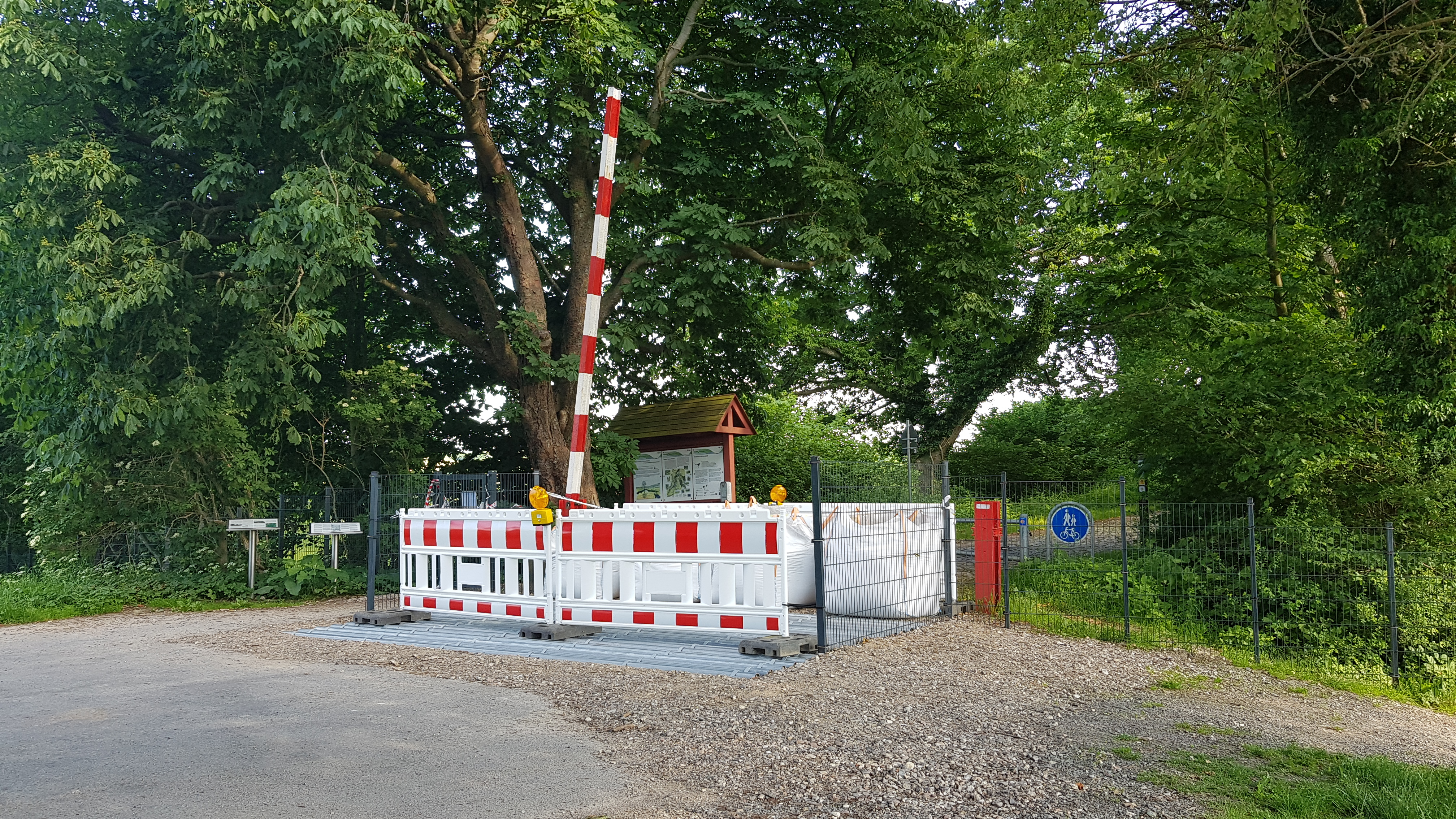
Пограничный пункт у города Падборг[англ.] во время пандемии COVID-19
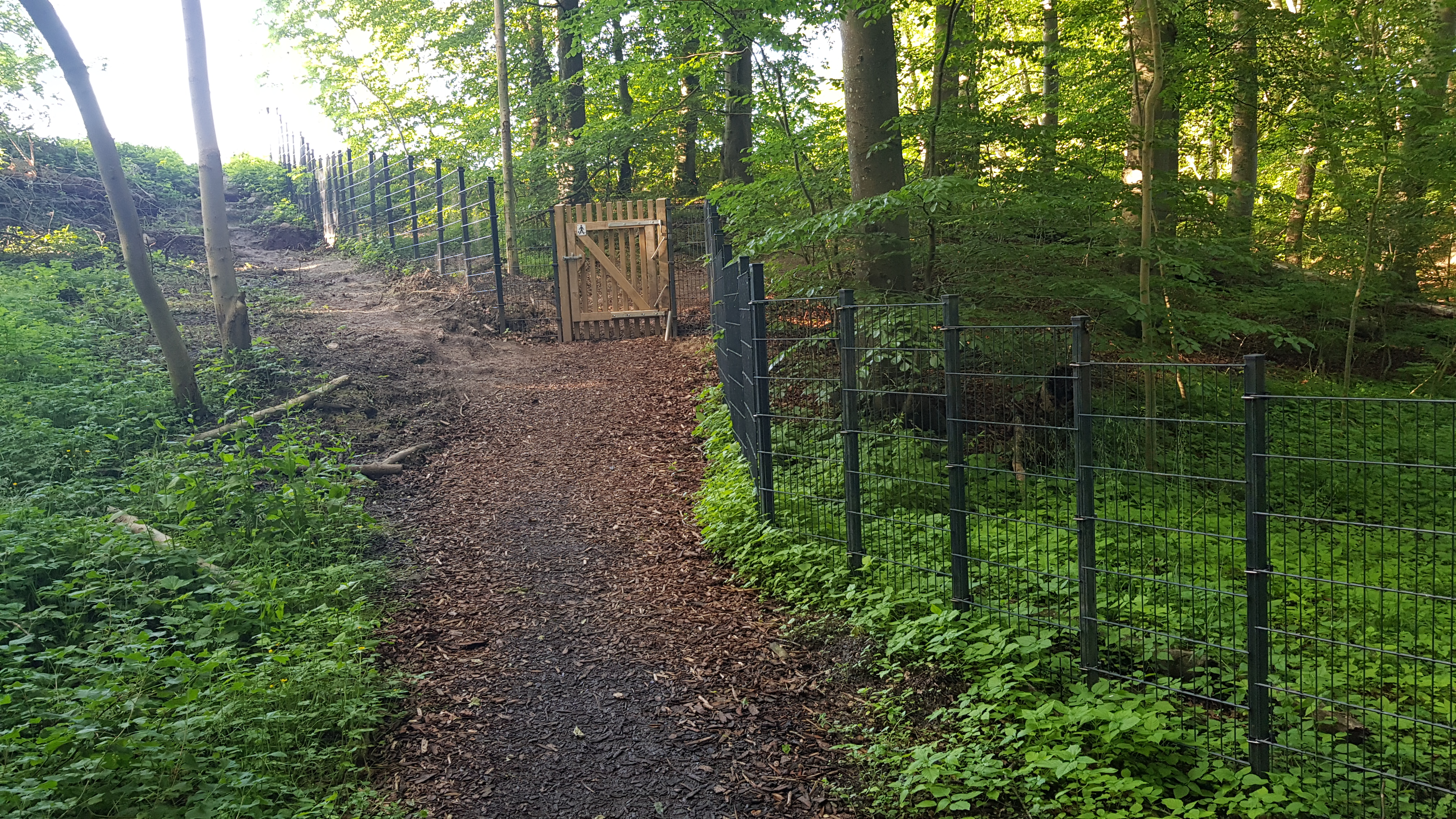
Проход в заборе на маршруте E06